# Divna Ljubojević
Divna Ljubojević (serbio: Дивна Љубојевић, Belgrado, 7 de abril de 1970) es una cantante serbia de música sacra ortodoxa. Dirige el coro Melodi (serbio: Мелоди), especializado en la liturgia eslava y griega.

## Biografía
Estudió en la Escuela de música Mokranjac y también se graduó en la Academia Musical de Novi Sad. Practicó en el monasterio de Vavedenje, cerca de Belgrado, donde adquirió un estilo personal. Su repertorio se centra en obras pertenecientes a la música sacra ortodoxa, desde las más antiguas bizantinas, serbias, búlgaras y rusas, hasta obras contemporáneas. Colaboró con ella Lykourgos Angelopoulos, que fue profesor de la Escuela de Canto Bizantino en el Conservatorio de Atenas, así como fundador y director del Coro Bizantino Griego y Protopsaltes Archon (cantante principal) del Patriarcado de Constantinopla.

## Discografía
- En Serbia
  - Аксион естин, 1996
  - Достојно јест, 1999
  - Живоносни источник, 2000
  - Мелоди, 2001
  - Славословије, 2002
  - Литургија у манастиру Ваведење (Божанствена Литургија Св. Јована Златоустог), 2004
  - Концерти, 2006
  - Христос Воскресе, 2007
  - Христос се роди, 2008
  - Огледало, 2008
- Internacional
  - Mystères Byzantins, 2004
  - La Divine Liturgie de Saint Jean Chrisostome, 2005
  - Divna en concert, 2006
  - La Gloire de Byzance, 2006 (con Lykourgos Angelopoulos)
  - Lumières du Chant Byzantin, 2008
  - Éternel Byzantin, 2009
  - L'âme du chant orthodoxe, 2011
  - In Search Of Divine Light, 2014